# Liste der denkmalgeschützten Objekte in Dünserberg
Die Liste der denkmalgeschützten Objekte in Dünserberg enthält die denkmalgeschützten, unbeweglichen Objekte der Gemeinde Dünserberg.

## Denkmäler
| Foto |                 | Denkmal                                               | Standort                       | Beschreibung | Metadaten |
| ---- | --------------- | ----------------------------------------------------- | ------------------------------ | --- | --- |
| ja   | Datei hochladen | Kapelle hl. Wolfgang HERIS-ID: 56352 Objekt-ID: 65686 | Bassig Standort KG: Dünserberg | Die Kapelle ist ein Rechteckbau mit Satteldach und 3⁄8-Chor. Die Innenräume sind flachgedeckt. Am östlichen Ende erhebt sich ein Glockenturm mit Zwiebelhaube. Das Gemälde an der Altarwand stammt aus dem Jahr 1935 und zeigt den heiligen Wolfgang vor der Gnadenmadonna von Maria Einsiedeln. | BDA-Hist.: Q38071572 Status: § 2a Stand der BDA-Liste: 2025-06-30 Name: Kapelle hl. Wolfgang GstNr.: .155                               |
| ja   | Datei hochladen | Kapelle hl. Benedikt HERIS-ID: 56351 Objekt-ID: 65685 | Bischa Standort KG: Dünserberg | Die Kapelle am äußeren Dünserberg wurde 1886 von Jenny erbaut. Es ist ein Rechteckbau mit eingezogenem polygonalem Chor unter einem gemeinsamen Satteldach. | BDA-Hist.: Q16054617 Status: § 2a Stand der BDA-Liste: 2025-06-30 Name: Kapelle hl. Benedikt GstNr.: .328 Benediktskapelle (Dünserberg) |